# 横内村
横内村（よこうちむら）は、かつて青森県にあった村。

## 地理
- 河川：荒川、横内川

## 沿革
- 1889年（明治22年）4月1日 - 町村制施行により東津軽郡横内村、野尻村、四ツ石村、大矢沢村、田茂木野村、雲谷村、合子沢村、新町野村、牛館村が合併し、横内村が発足。
- 1955年（昭和30年）1月1日 - 青森市に編入され消滅。

## 施設等
- 横内小学校
- 田茂木野小学校
- 横内中学校
- 青森市立高等学校横内分校[2]
- 横内村公民館
- 横内郵便局